# Temperantia
Temperantia is een monotypisch geslacht van schimmels behorend tot de familie Pezizaceae. Het bevat alleen Temperantia tiffanyae.